# يوم ذات نكيف
يوم ذات نكيف هو يوم داخل قبائل كنانة بين بني قريش بن كنانة وبني الحارث بن عبد مناة بن كنانة وأحلافهم بني الهون بن خزيمة وبني المصطلق من خزاعة ضد بني بكر بن عبد مناة بن كنانة.

## أحداثه
لم يزل بنو بكر بن عبد مناة بن كنانة مبغضين لقريش مضطغنين عليهم ما كان من قصي حين أخرجهم من مكة مع من أخرج من خزاعة ، حين قسمها رباعا وخططا بين قريش.
فلما كانوا على عهد عبد المطلب ، هموا بإخراج قريش من الحرم وأن يقاتلوهم حتى يغلبوهم عليه.
وعدت بنو بكر على نعم لبنى الهون فاطردوها ، ثم جمعوا جموعهم.
وجمعت قريش واستعدت.
وعقد عبد المطلب الحلف بين قريش والأحابيش وهم بنو الحارث بن عبد مناة بن كنانة ، وبنو الهون بن خزيمة بن مدركة ، وبنو المصطلق من خزاعة فلقوا بني بكر بن عبد مناة ومن انضم إليهم ، وعلى الناس عبد المطلب ، فاقتتلوا بذات نكيف.
فانهزم بنو بكر ، وقتلوا قتلا ذريعا ، فلما يعودوا لحرب قريش ".
قال ابن شعلة الفهري :
لله عينا من رأى من عصابة
غوت غي بكر يوم ذات نكيف
أناخوا إلى أبياتنا ونسائنا
فكانوا لنا ضيفا بشر مضيف
وقتل يومئذ عبد بن السفاح القاري من القارة ، قتادة بن قيس أخا بلعاء بن قيس ، واسم بلعاء مساحق.
وقال عبد في ذلك : يا طعنة ما قد طعنت مرشة قتادة حين الخيل بالقوم تخنف إذا جاء سرب من نساء يعدنه تولين يأسا ظهرهن يقفقف قال ابن الكلبي : ويومئذ قيل : قد أنصف القارة من راماها والقارة من ولد الهون بن خزيمة.
وهم من ولد قبيلة عضل بن الديش.
قال رجل منهم : دعونا قارة لا تنفرونا فنجفل مثل إجفال الظليم فسموا القارة.
والقارة : جبيل صغير.
وقال غير الكلبي : قال عبد شمس بن قيس ، وهو رجل من بني الهون :
أعازبة حلوم بني أبينا
كنانة أم هم قوم نيام
فإن يك فيكم كرم وعز
فقومكم وإن قلوا كرام
دعونا قارة لا تنفرونا
فنبتك القرابة والذمام
كما جلت بنو أسد جذاما
فبانت عن مساكنها جذام
وكان يقال للقارة : رماة الحدق.
وقال الشاعر :
قد علمت سلمى ومن والاها
أنا نصد الخيل عن هواها
قد أنصف القارة من راماها
إنا إذا ما فئة نلقاها
نرد أولاها على أخراها
نردها دامية كلاها
وقال أبو عبيدة : قال قتادة لقومه يوم ذي نكيف : أرموهم بالنبل ، فإذا فنيت ، فشدوا عليهم بالرماح.
فقال قائل منهم : قد أنصف القارة من راماها.